# Edukacja przedporodowa
Edukacja przedporodowa – przygotowanie ciężarnej (i bliskiej jej osoby) do podejmowania zachowań prozdrowotnych podczas ciąży, porodu, połogu i rodzicielstwa pod względem zarówno teoretycznym jak i praktycznym. Ma na celu kształtować właściwe zachowania prozdrowotne, przygotować do sprawowania opieki nad noworodkiem i niemowlęciem, co wpływa na zmniejszenie wskaźnika umieralności okołoporodowej, uniknięcie niepotrzebnych interwencji medycznych, zmniejszenie ilości cięć cesarskich, porodów przedwczesnych, wzmocnienie zdrowia, poprawę samopoczucia matki i dzieci, a także łagodzenie lęku i niepokoju związanego z porodem. Może być realizowana indywidualnie lub grupowo przez położną (indywidualnie również przez lekarza położnika).